# 쉴레이만 샤 1세

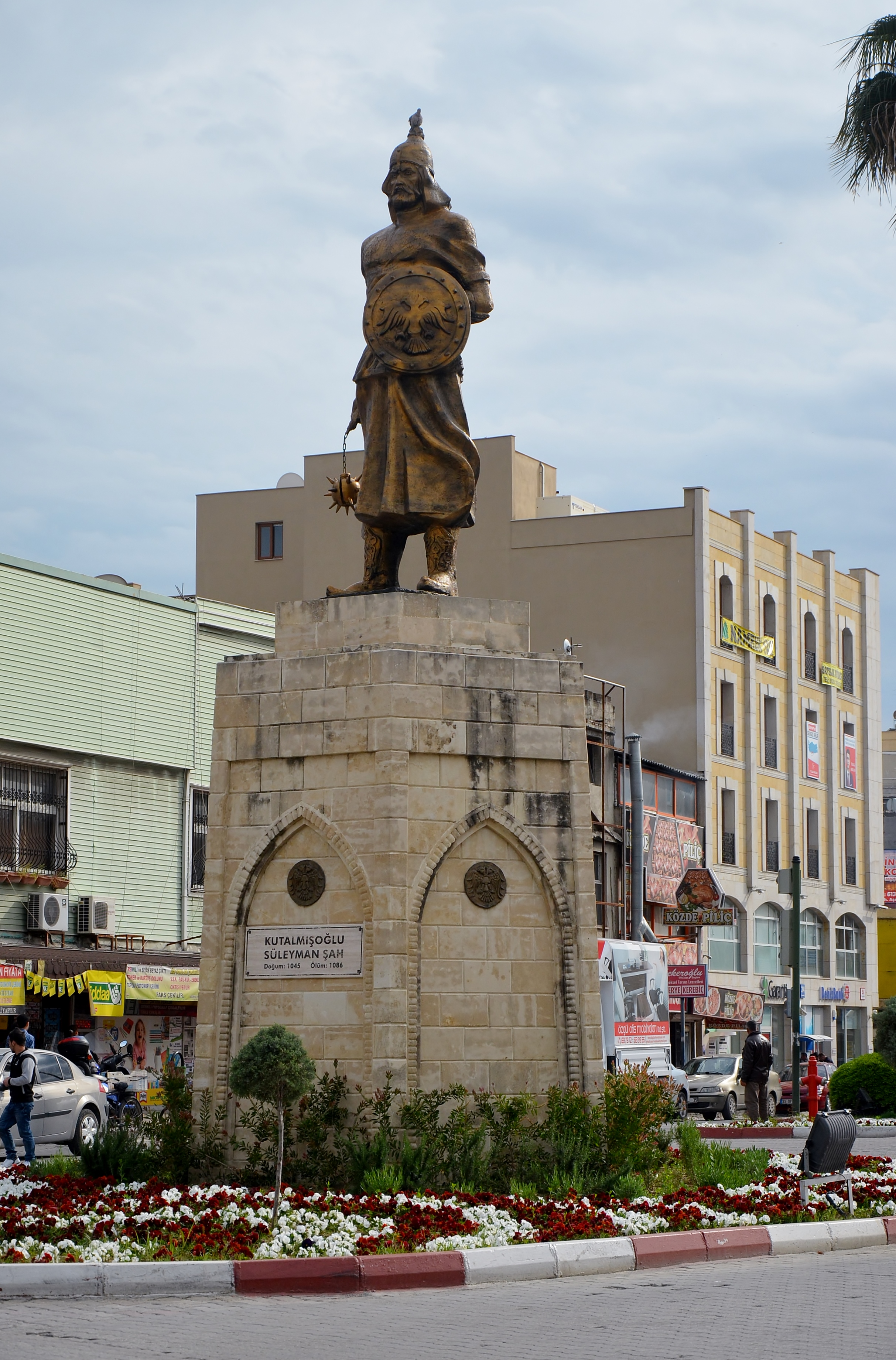
메르신의 쿠탈므쉬오을루 쉴레이만 기념상

쿠탈므쉬오을루 쉴레이만(튀르키예어: Kutalmışoğlu Süleyman, 아랍어: سليمان بن قتلمش 술라이만 이븐 쿠툴무쉬[*] 1086년 죽음)은 룸 셀주크의 창건자(재위: 1078년 ~ 1086년)이다. 보통 쉴레이만 샤 1세(튀르키예어: Ⅰ. Süleyman Şah 비린지 쉴레이만 샤[*]) 또는 쿠탈므쉬오을루(튀르키예어: Kutalmışoğlu)이라 불린다.

## 어린 시절
셀주크의 손자인 쿠탈므쉬의 아들이다. 쿠탈므쉬는 술탄 알프 아르슬란과의 계승 전쟁에서 패배, 전사하였다. (1063년) 쿠탈므쉬의 네 아들, 쉴레이만 샤, 만수르, 알프 일리그 그리고 데블레트(또는 돌라트)는 알프 아르슬란의 포로가 되었다. 재상 니잠 알물크는 쿠탈므쉬의 자식들 모두를 처형할 것을 알프 아르슬란에게 조언했으나, 알프 아르슬란이 이를 거부하였다.
1074년 경, 쉴레이만과 그 형제들은 시리아 방면에서 튀르크멘 부족들을 이끌었다. 이 당시 쉴레이만은 셀주크 제국이 아닌 파티마 왕조에 충성을 받친 것으로 보인다. 쉴레이만은 말리크샤 1세의 군대에 패배, 소아시아로 도망쳤다.

## 룸 셀주크 국가 건설
만지케르트 전투 이후 쉴레이만은 니케아(지금의 이즈니크)에 기반을 마련했다. 그리스 사료들에 따르면, 니키포로스 보타니아티스가 반란을 일으켰을 때 미하일 7세 두카스는 쉴레이만을 용병으로 고용했다. 그러나 쉴레이만은 사실 니키포로스와 협력하고 있었으며, 쉴레이만의 도움을 받은 니키포로스는 1078년에 황제로 즉위하였다. 이후 쉴레이만은 알렉시오스 1세 콤니노스와 협상을 통해 드라콘 강(지금의 크르크게치트 강)을 국경으로 삼는 조약을 맺었다. 이를 통해 알렉시오스는 비티니아 지역과 보스포로스 해협을 튀르크 제세력들에게서 안전하게 만들 수 있었다. 쉴레이만은 이를 통해 소아시아의 서부와 중부 대부분을 장악할 수 있었다.
대셀주크 술탄 말리크샤는 쉴레이만의 세력을 인정하였다. 이에 압바스 왕조는 쉴레이만에게 나시륏데블레, 에뷜페바리스, 뤼큰윗딘(튀르키예어: Nâsırüddevle, Ebü’l-fevâris, Rüknüddin)의 칭호를 내렸다. 쉴레이만 역시 자신의 이름으로 주화를 발행하거나 금요예배를 진행하지는 않은 것으로 보인다.

## 죽음
하지만 쉴레이만에게 있어 소아시아는 정착지가 아니었다. 그는 이곳에서 권토중래하여 이란을 다시 정복하고자 했다. 자신의 세력을 굳힌 쉴레이만은 친척 아불 카심에게 니케아를 맡기고 동방 원정에 나섰다. 1084년, 쉴레이만은 킬리키아와 시리아 북부를 공격, 안티오키아를 점령했다. 그리고 당시 모술과 알레포를 지배하던 우카일조를 공격, 그 군주인 무슬림 이븐 쿠라이쉬를 죽이는데 성공했다.
이에 위협을 느낀 시리아 셀주크의 통치자 투투쉬 이븐 알프 아르슬란과 그의 장군 아르투크는 쉴레이만을 공격했다. 1086년 6월, 투투쉬의 군대는 알레포 인근에서 쉴레이만의 군대와 전투를 치뤘고, 쉴레이만을 전사시켰다. 이때 쉴레이만의 아들 클르츠 아르슬란과 쿨란 아르슬란은 포로가 되었다.